# 도시

아시아에서 도시화율이 매우 높은 것으로 알려진 홍콩의 모습

도시(都市)는 인간의 정치·경제·사회적인 활동이 중심이 되는 장소이며, 인구 집중으로 인해 비교적 인구 및 인구 밀도가 높은 지역이다. 도시에는 제2차 산업과 제3차 산업에 종사하는 인구가 많다. 도시의 중심기능이 집중되어 있는 곳을 도심이라 부르며, 도심의 주변에 있는 지역을 교외라고 한다. 도심으로부터 교외로의 도시의 무질서한 확장을 스프롤현상이라고 한다.
도시는 상당한 규모의 인간 거주지이다. "도시"라는 용어는 전 세계적으로 다른 의미를 가지며 일부 지역에서는 정착지가 매우 작을 수 있다. 용어가 더 큰 정착지로 제한되는 경우에도 그 크기의 하한 경계(lower boundary)에 대해 보편적으로 합의된 정의는 없다. 보다 좁은 의미에서 도시는 행정적으로 정의된 경계를 가지며 구성원들이 주로 비농업 업무에 종사하는 영구적이고 밀집된 정착 장소로 정의될 수 있다. 도시는 일반적으로 주택, 교통, 위생, 토지 이용, 상품 생산 및 통신을 위한 광범위한 시스템을 갖추고 있다. 이들의 밀도는 사람, 정부 기관 및 기업 간의 상호 작용을 촉진하고 때로는 상품 및 서비스 배포의 효율성을 향상시키는 등 프로세스의 다양한 당사자에게 이익을 준다.
역사적으로 도시 거주자는 인류 전체에서 작은 비율을 차지했지만, 200년 동안 전례 없는 급속한 도시화를 겪은 후 현재 세계 인구의 절반 이상이 도시에 거주하고 있으며 이는 글로벌 지속 가능성에 중대한 영향을 미쳤다. 오늘날의 도시는 일반적으로 대도시 지역과 도시 지역의 핵심을 형성하여 취업, 오락 및 교육을 위해 도심으로 이동하는 수많은 통근자를 창출한다. 그러나 세계화가 심화되는 세상에서 모든 도시는 지역을 넘어 전 세계적으로 다양한 정도로 연결되어 있다. 이러한 영향력 증가는 도시가 지속 가능한 개발, 기후 변화 및 세계 건강과 같은 글로벌 문제에도 중요한 영향을 미친다는 것을 의미한다. 글로벌 이슈에 대한 이러한 주요 영향으로 인해 국제 사회는 지속 가능한 개발 목표 11을 통해 지속 가능한 도시에 대한 투자를 우선시했다. 운송 효율성과 토지 소비량이 적기 때문에 밀도가 높은 도시는 인구가 더 적은 지역보다 주민 1인당 생태발자국이 더 작을 가능성이 있다. 따라서 압축 도시는 종종 기후 변화에 대처하는 데 중요한 요소로 언급된다. 그러나 이러한 집중은 도시 열섬 형성, 오염 집중, 물 공급 및 기타 자원에 대한 스트레스와 같은 심각한 부정적인 결과를 초래할 수도 있다.
인구 외에 도시의 다른 중요한 특성으로는 자본 상태와 도시의 상대적인 지속적인 점유가 있다.

## 정의

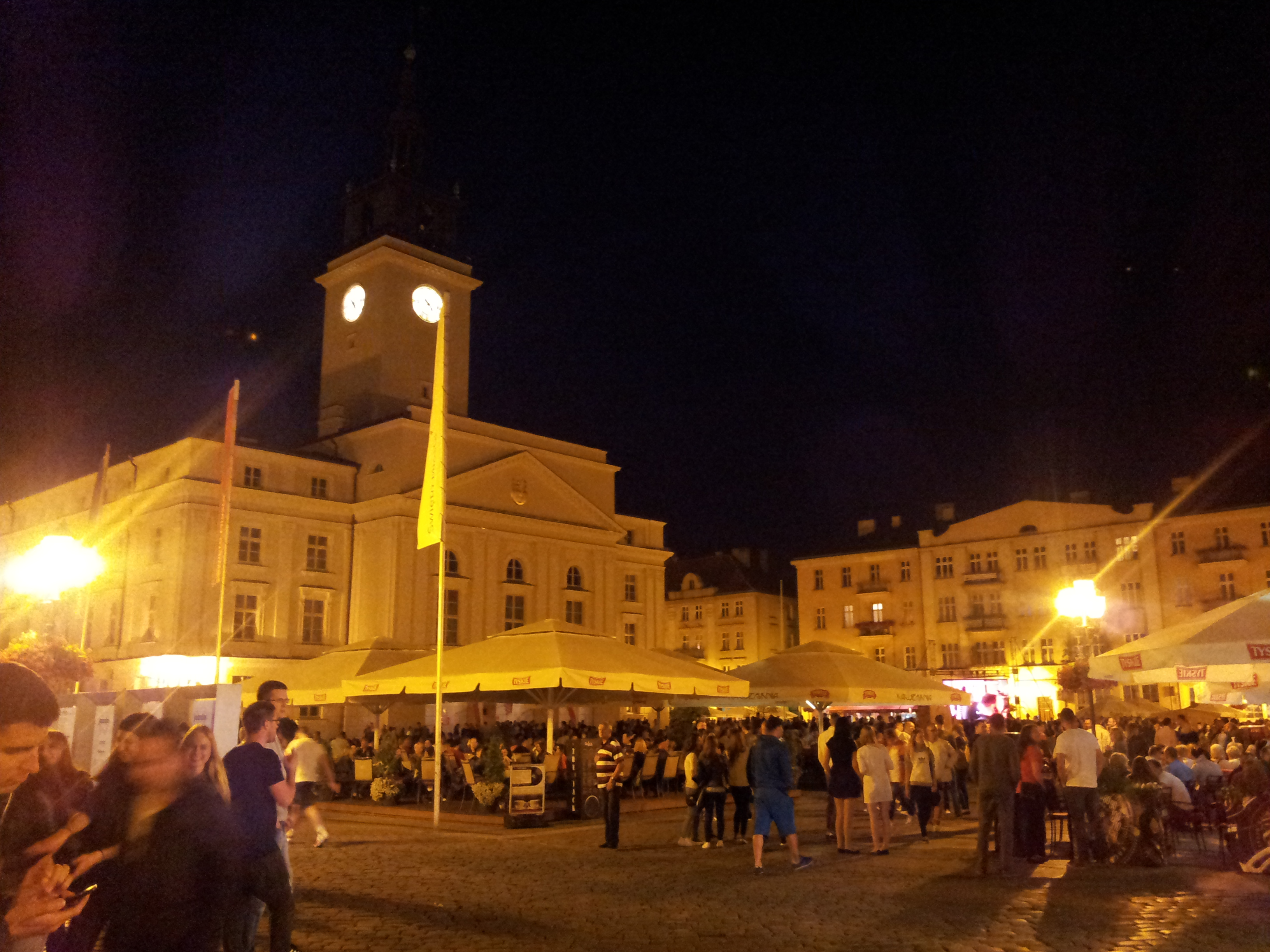
칼리시, 폴란드

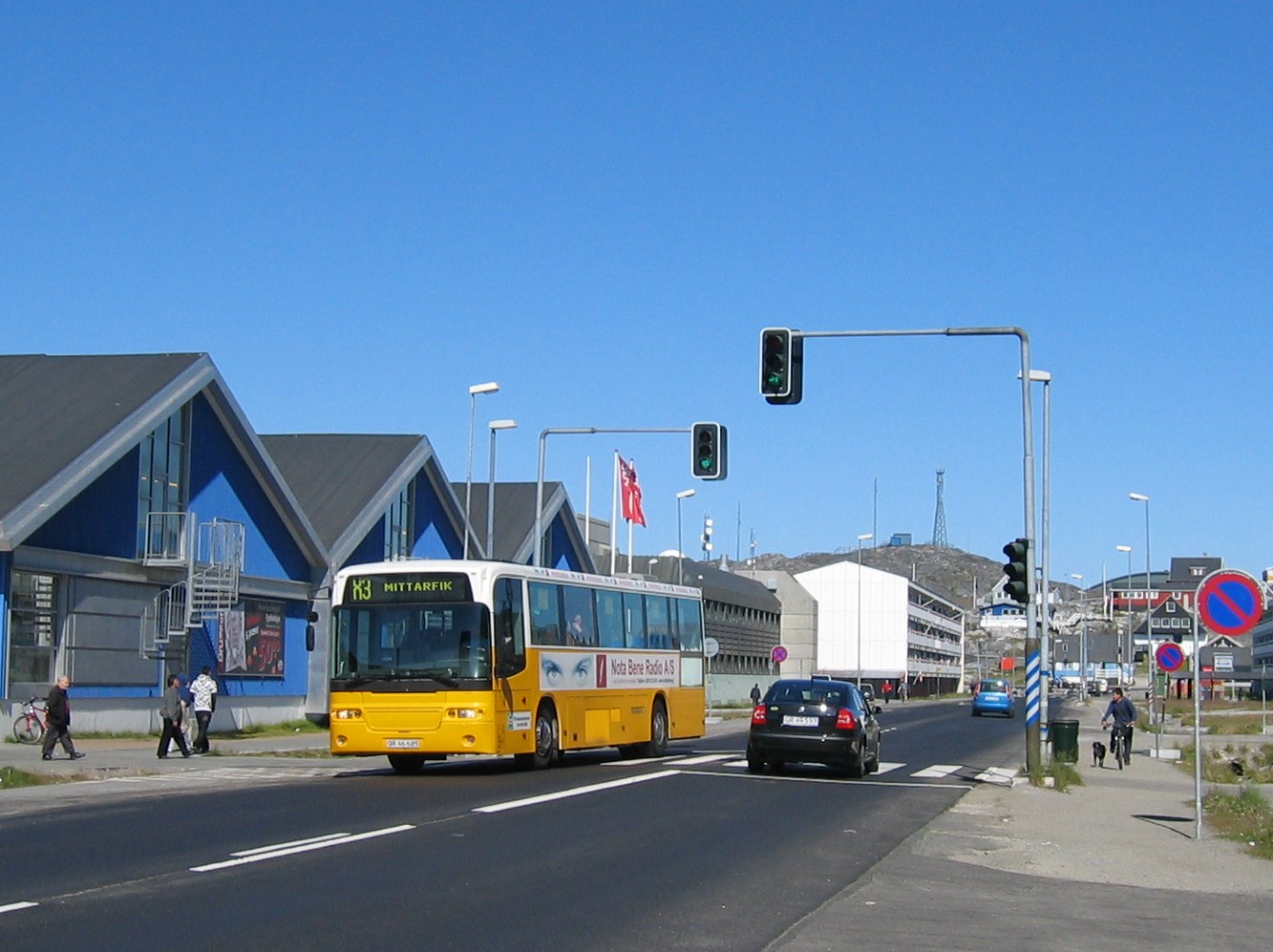
누크, 그린란드

“도시는 ‘사회학적으로 다수의 사람들이 그들의 일상 활동을 좁은 경계를 벗어나서 광범하게 통합 조정하며 살고 있는 공동체를 뜻하며, 행정학적으로 행정 구역 중의 하나이다.”
도시는 다수의 사람들이 그들의 일상활동을 좁은 경계를 벗어나서 광범하게 통합조정하며 살고 있는 공동체라고 정의하는 것이 일반적이다. 따라서 도시를 규정할 때는 보통 인구수(人口數), 인구밀도, 주거의 밀집, 직업구성비(職業構成比) 등이 사용되는데 그 기준은 나라마다 다르다. 대한민국에서는 일반적으로 시부(市部)를 도시라고 하고 군부(郡部)를 농촌으로 규정하여 사용하나, 그 외의 나라에서는 특정한 인구의 수를 기준으로 하는 일이 많다. 예를 들면 미국은 인구 2,500명, 프랑스는 2,000명, 일본에서는 5만명 이상이 한 지역에 밀집해 거주하는 곳을 도시라고 간주하고 있다.

## 중요성
현대는 도시의 시대라고 말할 수 있을 정도로 도시 인구가 급격히 증가하고 있고, 도시에 살고 있지 않은 사람들도 도시의 영향을 벗어나서 살 수 없게 되었다. 기원전 3,000년에는 세계 인구에 대한 도시인구의 비율이 거의 영(零)에 가까웠던 것이, 서기 100년에는 1%미만, 1,800년에는 5%, 그리고 1965년에는 3분의 2의 비율로 급격하게 증가하였으며, 그 비율도 계속 증가의 추세에 있다. 이와 같은 현대에 있어서의 급격한 도시화는 주로 대규모 공업과 근대국가의 대두로 인한 것이라고 말할 수 있다.
미래에는 해상도시나 우주도시가 건설되어 급격한 국력 변화가 생길 수도 있다.

## 기원
최초의 도시는 농업생산력이 발달하여 인구부양의 잉여물이 확대되고 그것이 수송될 수 있을 만큼 기술이 발달한 후에 성립될 수 있었다. 최초의 도시는 예리코로, 기원전 10~8세기 유물들이 출토되었으며, 이로 인해 신석기 시대까지 도시의 기원이 올라가게 된다.기원전 3,500년 경으로 추산되는 최초의 도시들은 티그리스·유프라테스와 나일강 유역에서 나타났다고 알려져 있다. 고대사회의 도시는 대부분 규모가 적고 성벽(城壁)으로 둘러 싸여진 인구가 밀집된 지역이었는데, 정치적으로 그 중심지가 도시국가처럼 주변의 지방들과 통합되어 있었다. 고대도시의 인구를 정확하게 알 수는 없지만, 학자들의 추산에 의하면 아테네가 4만명에서 14만명 정도, 예루살렘이 3만명 정도, 그리고 카르타고가 30만명을 넘지 않았다고 한다. 서구(西歐)에서 암흑시대(暗黑時代, dark age)라고 불리는 시기에는 바바리안의 침입과 전쟁으로 대부분의 도시들은 파괴되거나 소멸되었다. 오늘날 100만 이상의 인구를 가진 도시는 미국에 92개, 유럽에 224개, 기타 지역에 248개 등 모두 합쳐 564개에 이른다.

### 고대도시
그리스나 로마의 고대도시는 오늘날의 도시와는 달라서 시노이키스모스(Synoikismos, 集住)라는 형태로 일거에 건설되었다. 원래가 씨족적(氏族的)으로 구성된 농업민족이었던 그리스인은 이민족(異民族)이나 다른 씨족에 대한 방위의 목적으로 몇몇 씨족이 모여 도시를 건설하였다. 씨족은 각각 씨족신(氏族神)을 가졌는데 공동으로 도시를 건설할 때에는 성화(聖火)를 밝히고 공통된 도시의 제사(祭祀)를 지냈던 것이다. 도시는 지리적으로는 아크로폴리스(神殿의 언덕)를 중심으로 형성되었으며 사회적으로는 이 신앙에 의해 결속된 씨족의 연합체였다. 그러므로 도시는 첫째로 군사적인 것이었고 둘째로는 종교적인 공동체였다.이 도시 공동체의 성원(成員), 즉 시민의 자격은 지주(支主)일 것과 전쟁 때에는 자기 부담으로 무장하여 싸울 수 있는 전사(戰士)이어야 한다는 것이었다. 따라서 도시주민 전부가 시민일 수는 없었고 이 밖에도 다수의 노예와 주로 이민족의 상인(商人)이 있었다. 시민권을 지닌 시민은 일상생활 면에서는 완전한 소비계층이며, 철학이나 스포츠로 시간을 보냈다. 고대의 민주주의는 이러한 특권계층 속에서의 민주주의였다.

### 중세도시
중세 유럽의 도시에는 다양한 형태가 있으나, 그 가운데서도 봉건영주나 대주교(로마 가톨릭 교회에서 교회를 지배하는 최고위의 직위) 등의 대가계(大家計)에 기본적으로 의존했던 소비자 도시와 상공업의 길드(guild)에 기초를 둔 상인도시가 주요한 유형이라고 할 수 있다. 농촌은 도시의 지배하에 있지 않았고 그것은 봉건영주가 지배하는 것이었다. 도시의 상공업자는 동업자 단체, 즉 길드를 결성하여 주변 농촌의 상공업의 금지, 바꿔 말하면 도시 길드의 특권을 봉건영주·국왕으로부터 보장을 받고 중개무역이나 수공업 생산으로 이윤을 확보하였다. 이와 같은 한편에 있어서의 폐쇄성과 다른 한편에 있어서의 개방성이 상업 길드, 그리고 중세도시의 특징을 이루고 있다. 물론 특권적 성격을 가진 길드이기 때문에 가입이 제한되었었다. 중세도시가 '서약단체(誓約團體)'로서의 특징을 지니게 된 것은 길드의 결성·가입과 이에 따른 도시의 시민권의 획득이 '형제의 맹서'에 의해서 행해졌기 때문이다. 따라서 시민이 된다는 것은 단순히 도시에 거주함을 뜻하는 것이 아니라 여러 가지 외부세력에 대하여 공통된 이해를 지닌 공동체의 참가를 의미하고 있었다. 시민은 개인의 이해와 분리될 수 없는 공공(公共)의 이해(利害)를 인식하고 그것에 대한 책임을 분담하며, 외부에 대해서는 공동체로서의 도시의 자치를 지켰던 것이다. 이리하여 근대 시민사회의 중추적 존재인 시민의 원형(原型)이 차츰 형성되어 갔다.

### 근대도시
고대도시가 전형적으로 소비적인 특권계층의 도시이며 중세도시가 전형적으로 특권적인 상인 길드의 도시였음에 반하여 근대도시는 전형적인 자본주의적 공업생산을 기반으로 하는 도시라고 할 수 있다. 말할 나위도 없이 도시는 많은 인구를 먹여 살릴 식량을 주변의 농촌으로부터 들여오지 않으면 안 되었다.고대도시는 그 군사력(軍事力)을 배경으로 하여 지대(地代)나 조세(租稅)로서 식량을 확보하였다. 중세도시에 와서도 고대도시가 영주나 대주교의 대가계(大家計)에 의존했던 경우와 같은 형태로, 상업을 위주로 하는 곳에서는 봉건영주가 중개무역에 의한 부당한 이윤에 의해서 식량을 획득하였다. 그런데 근대도시의 경우에 있어서는 도시와 농촌의 관계가 이와 같은 일방적인 관계가 아니라 원칙적으로 도시의 공업 생산물과 농산물과의 등가교환(等價交換)의 관계에 있다고 할 수 있다. 또한 근대도시와 농촌과의 관계에 있어서 다른 중요한 측면은 그 관계가 사회적으로 개방되어 있다는 점이다. 시민의 자격은 신분적으로나 또는 단체적으로도 폐쇄되어 있지 않다. 누구든지 도시에서도 농촌에서도 살 수 있으며 이동도 자유이다. 자본주의적 생산양식 아래서는 농·공업 간의 발전상의 격차로 말미암아 도시는 급격하게 발달하게 되고 전체사회 속에서의 비중이 증대되어 갔으며 농촌인구가 도시로 이주하여 공장 노동자나 그 밖의 직업에 자유롭게 취업하게 되었다. 이리하여 신분이나 단체의 제한이 없어지고 양자 사이에 유동적인 관계가 성립 되는데 이것이 근대사회의 커다란 특징이며, 따라서 이것이 근대도시의 성격에 커다란 영향을 미치게 된다.그 반면에 고대나 중세의 도시에서 볼 수 있었던 시민 상호간의 연대성 및 공공성(公共性)을 중시하는 시민정신 등이 약화되어 집단의 결속력이 약해지고, 그 때문에 도시 전체로서의 의사결정이 이루어지기가 어렵고, 인간의 소외라고 부르는 것과 같은 상황 속에 사람들이 빠져들어가기 쉽다는 것 등이 근대도시의 문제상황을 구성하고 있다.

### 현대도시
자본주의 내지는 산업주의가 고도로 발달하여 자본의 집중이 이루어지고 이와 관련하여 기업이나 관청의 관리·사무부문이 확대되고, 교통·통신수단이 발달하게 되었으며 국가가 사적 경제의 영역에까지 관여하게 된 점 등이 원인이 되어 대도시가 급격하게 거대화되어 가고 있음이 현대의 커다란 특징이라고 할 수 있다. 이러한 대도시는 공업생산도 영위하지만 오히려 관청이나 대기업의 본사 등이 집결하여 정보처리와 정책결정이 행해지는 이른바 중추관리기능이 집적되고 있다는 점에 특색이 있다. 사회구성의 면에서 본다면 직접 생산에 종사하지 않는 화이트 칼라를 주체로 하는 도시라고 할 수 있다. 인구면에서는 고대·중세의 도시가 수천에서 수만, 근대도시가 수만에서 수십만임에 비하여 현대사회는 몇 백만에서 몇 천만을 헤아리는 거대도시를 이루고 있다.

## 특징
이와 같이 19세기 이후에 급격하게 성장하고 팽창하게 된 현대의 도시는 다음과 같은 여러 특징들을 갖는다.
1. 시장(市場)·정치·종교·교육의 중심지로서보다는 제조업을 중심으로 하는 산업형 도시로서 공업화와 밀접한 관련을 갖는다.
2. 인접하는 지역까지 흡수해서 대도시화하는 경향이 있다.
3. 그 규모가 크고, 높은 인구밀도를 형성케 된다.
4. 도로·공원·상하수도·전기·통신·소방(消防)·방범(防犯) 등의 다양한 시설과 기구를 설치 하여야 하며, 동시에 희소한 토지를 효율적으로 이용하고 각종 기능의 능률적 배치를 위해서 도시계획(都市計劃)의 필요성이 높다.
5. 이해관계가 다양하고 이질적인 인구가 밀집해서 공동생활권을 이루고 있기 때문에, 빈곤·교통·범죄·공해·주택문제 등 각종 도시문제를 해결해야 할 과업을 안고 있다.
6. 도시 안에서의 여러 기능이 지역적으로 분화될 뿐만 아니라, 각 도시 자체가 특정한 하나의 기능을 중심으로 분화되어 새로운 형태의 공업도시·행정도시·오락도시·교육도시·관광도시 등으로 분화되어 가고 있다.

물론 이와 같은 여러 현대 도시의 특징들은 전체사회에 있어서의 농촌과 도시의 격차문제, 도시사회의 대중사회화 경향, 과잉도시화(過剩都市化, over-urbanization)와 국가발전의 문제, 인구이동과 이농(離農)의 문제, 도시인의 정치적 가시성(可視, visibility)과 무관심(apathy)의 문제 등 많은 관련된 문제점들을 내포하고 있다. 그러므로 도시화의 문제, 또는 현대도시의 문제는 공업화와 더불어 현대사회의 가장 두드러진 특징인 동시에 문제점이라고 말할 수 있을 것이다.

## 새로운 도시 형태에 대한 이론
20세기 후반에 들어 새로운 도시 형태에 대한 이론이 제기되고 있다. 그중 대표적인 것이 창조 도시와 스마트 도시이다. 창조 도시는 창조적 인재들이 고부가가치를 창출하는 산업에 종사할 수 있는 기반이 마련되어 있는 도시를 의미 하고, 스마트 도시는 도시가 물리적 기반에 의해 운용되기 보다는 지식 공유나 사회적 기반에 의해 운용된다는 개념이다.
하지만 이러한 이론들은 특정 학자를 중심으로만 전개되고 있는 점과 현대의 거대 도시들 대부분이 이전 시기에 기반을 두고 있기 때문에 새로운 이론으로 설명하기가 어렵다는 점 등이 비판을 받고 있다.
뉴욕대 교수 폴로머가 새로이 제시한 도시개념이 있는데 이는 '차터도시'로 칭한다. 이는 일종의 경제특별구역으로 개발도상국이나 저개발국이 특정 지역에 그 나라의 인구를 유입시키고 제3국이 관리하는 자치도시다. 제3국 기관은 이 지역 내 정치적 안정을 위해 기존 체제와 다른 제도를 도입한다. 그러면 해당 국가와 독립적인 경제활동을 하는 새로운 구역이 만들어지게 되는 셈이다. 영국이 중국에 설치했던 홍콩이 차터시티에 가까운 사례다. 현재 온두라스 정부가 차터시티를 설정해 개발 중으로 로머 교수는 온두라스 정부를 상대로 조언해주고 있다고 한다.

## 도시를 소재로 한 창작물
- 클래시오브클랜
- 시티즈 스카이라인
- 심시티

## 같이 보기
- 대도시
  - 대도시권
- 도시 목록
- 도시 인구에 따른 나라 목록
- 도시 철도
- 나라별 도시 목록
- 부촌
- 시 (행정 구역)
  - 행정 구역
- 교외
- 베드 타운
- 인구